# Hovops dufouri
Hovops dufouri là một loài nhện trong họ Selenopidae.
Loài này thuộc chi Hovops. Hovops dufouri được miêu tả năm 1863 bởi Vinson.